# Улицы в огне
«Улицы в огне» (англ. Streets of Fire) — американский кинофильм-боевик 1984 года режиссёра Уолтера Хилла с Майклом Паре в главной роли.
Сеттинг фильма в целом соответствует США 1950-х годов. Однако жанр песен, которые исполняет Эллен Эйм в стиле эстрадного американского рока новой волны, вполне соответствует началу-середине 1980-х.

## Сюжет
Рок-н-рольную певицу Эллен захватывает банда байкеров. Её бывший парень, Том, возвращается в город и мстит байкерам. Спустя некоторое время у Тома начинаются проблемы с полицией и с местными жителями, да и сама Эллен с характером. Тем временем, байкеры во главе с Вороном тоже не собираются оставаться в долгу. Но полиция, Том и жители города совместными действиями навсегда выгоняют их из города, и отмечают это событие очередным масштабным концертом.

## В ролях
- Майкл Паре — Том Коуди
- Дайан Лэйн — Эллен Эйм
- Рик Моранис — Билли Фиш
- Эми Мэдиган — МакКой
- Уиллем Дефо — Ворон
- Элизабет Дэйли — «Куколка»
- Дебора Ван Валкенбург — Рива Коуди
- Ричард Лоусон — Офицер Эд Прайс
- Рик Россович — Офицер Кули
- Билл Пэкстон — Клайд
- Роберт Таунсенд — Лестер
- Майкелти Уильямсон — Би-Джей
- Эд Бегли-младший — Бен Ганн

## Саундтрек
Песни Эллен Эйм были написаны продюсером Джимом Стайнманом, Томом Петти и Heartbreakers, а также бывшей участницей Fleetwood Mac Стиви Никс. Песни исполняют Лори Сарджент и Холли Шервуд. Вместе с членами группы Лори Сарджент Face to Face они специально для фильма образовали группу Fire Inc. Сама группа также появляется в начале фильма — под названием Attackers.
Песню I Can Dream About You, которую исполняют в автобусе группа The Sorels в жанре ду-воп, поет Уинстон Форд. Для радио эта же песня была записана в исполнении Дэна Хартмана. Композиция вошла в десятку лучших треков 1984 года, по версии журнала Billboard.
Также в фильме звучат композиции групп The Fixx и The Blasters.

## Награды и номинации
- Фильм в 1985 году получил премию японского кинематографического журнала-обозрения Kinema Junpo как лучший фильм года на иностранном языке (по голосованию читателей).
- Эми Мэдиган получила в 1984 году премию кинофестиваля в Ситжесе (Испания) как лучшая актриса.
- Дайан Лэйн в 1984 году была номинирована на антипремию «Золотая малина» как худшая актриса года.